# Член сім'ї зрадника Батьківщини
Член сім'ї зрадника Батьківщини — радянське правове формулювання стосовно близьких родичів «зрадників Батьківщини», що дозволяло здійснювати проти них репресії.
Вперше введене в законодавство у статті 58-8 КК РРФСР 1926 року, розширене у законі СРСР «Про членів сім'ї зрадників Батьківщини» від 30 березня 1935 і низці інших радянських нормативних актів.
Стаття 58 КК РРФСР редакції 1926 року передбачала покарання не тільки для особи, що вчинила злочин, але й членів її сім'ї. У разі втечі за кордон військовослужбовця повнолітні члени сім'ї зрадника Батьківщини, які проживали разом з ним, або його утриманці, позбавлялися виборчих прав і підлягали засланню у віддалені райони Сибіру терміном на п'ять років. У разі, якщо члени сім'ї, або утриманці знали про підготовлювану втечу, але не повідомили владі, вони позбавлялися волі на строк від п'яти до десяти років з конфіскацією майна.
Велика маса контрреволюційних злочинів, зокрема справи зрадників Батьківщини, розглядалася позасудовими органами, відомими як «двійки» і «трійки». 10 червня 1934 ЦВК СРСР видав Постанову, відповідно до якої військовим трибуналам округів і флотів наділена підсудність справ про зраду Батьківщині, здійснених як військовослужбовцями так і цивільними особами.
Рішенням Політбюро від 1937 було додатково регламентовано заслання в табори на 5-8 років дружин зрадників Батьківщини і троцькістів.